# Stabæk Fotball
L'Stabæk Fotball és un club de futbol noruec de la ciutat de Bærum. És la secció de futbol del club Stabæk IF.

## Història
El club nasqué el 16 de març de 1912. El seu primer gran èxit fou la copa noruega de 1998, derrotant el Rosenborg BK 3-1 a la final. El seu segon títol fou la lliga de l'any 2008.

## Palmarès
- Lliga noruega de futbol:
  - 2008

- Copa noruega de futbol:
  - 1998

- Superfinalen:
  - 2009